# Comptosia neoapicalis
Comptosia neoapicalis är en tvåvingeart som beskrevs av Yeates 1991. Comptosia neoapicalis ingår i släktet Comptosia och familjen svävflugor.
Artens utbredningsområde är New South Wales. Inga underarter finns listade i Catalogue of Life.